# Бенькувка (Малопольське воєводство)
Бенькувка (пол. Bieńkówka) — село в Польщі, у гміні Будзув Суського повіту Малопольського воєводства.
Населення — 2177 осіб (2011).

## Історія
У 1975-1998 роках село належало до Бельського воєводства, підпорядковувалося районній адміністрації у Вадовицях.

## Демографія
Демографічна структура станом на 31 березня 2011 року:
|          | Загалом | Допрацездатний вік | Працездатний вік | Постпрацездатний вік |
| -------- | ------- | ------------------ | ---------------- | -------------------- |
| Чоловіки | 1099    | 267                | 735              | 97                   |
| Жінки    | 1078    | 286                | 585              | 207                  |
| Разом    | 2177    | 553                | 1320             | 304                  |